# 5형제
"5형제"는 한국에서 제작된 김화랑 감독의 1960년 영화이다. 양석천 등이 주연으로 출연하였고 정진모 등이 제작에 참여하였다.

## 출연

### 주연
- 양석천
- 김희갑
- 양훈
- 구봉서

## 기타
- 조명: 박진수
- 녹음: 최칠복
- 미술: 이봉선